# Fluda narcissa
Fluda narcissa là một loài nhện trong họ Salticidae.
Loài này thuộc chi Fluda. Fluda narcissa được Elizabeth Maria Gifford Peckham & George William Peckham miêu tả năm 1892.